# Breakout
Breakout er det andet studiealbum fra den danske R&B-sanger og sangskriver Burhan G, der udkom den 10. september 2007 på Copenhagen Records. Lydmæssigt følger albummet op på debuten Playground, med amerikansk inspireret urban popmusik. Breakout handler som titlen antyder "om ikke at gro fast", og har kærlighed, savn, selvtillid og svigt som temaer, og sangene er ifølge Burhan G "små historier om mig og mit forhold til den verden, der omgiver mig". Samarbejdet med Frederik Nordsø og Louis Winding fortsatte på Breakout, dog med mere indflydelse fra Burhan G selv i sangskrivning, komposition og produktion. Producer Frederik Nordsø mener at Burhan G har fået mere selvtillid som sanger og musiker: "Før ville han gerne have os til at indspille mange keyboard-dele, selvom han selv er en glimrende tangentspiller. I dag vil han selv. Han er meget intens at arbejde sammen med."
Med udgivelsen af albummet på Copenhagen Records brød Burhan G med pladeselskabet Sony BMG, som ifølge Burhan G ville tilpasse ham til et europæisk marked. Samtidig var Burhan G ikke tilfreds med debutalbummet Playground, "Jeg tænker nogle gange: "hvor var jeg henne på det tidspunkt"? Jeg følger ikke retrospektivt, at jeg havde mig selv ordentlig med i den proces. Jeg kan godt lide sangene, men pladen blev ikke, som jeg gerne ville have den."
Førstesinglen, "Who Is He", udkom den 21. maj 2007 og solgte guld for 7.500 eksemplarer. Yderligere singler var "Can't Let U Go" og "Sacrifice".

## Spor
| #   | Titel                                   | Sangskriver(e)                                                     | Producer(e)                   | Længde |
| --- | --------------------------------------- | ------------------------------------------------------------------ | ----------------------------- | ------ |
| 1.  | "Breakout"                              | Louis Winding, Frederik Tao Schjoldan, Burhan Genc, Amalie Alstrup | Frederik Tao                  | 3:28   |
| 2.  | "Who Is He"                             | Genc, Charlie Brown, Schjoldan                                     | Frederik Tao, Burhan G        | 4:25   |
| 3.  | "Can't Let U Go"                        | Kenisha Pratt, Winding, Schjoldan, Genc                            | Louis Winding, Frederik Tao   | 3:11   |
| 4.  | "Sacrifice"                             | Genc, Majid Boloum, Schjoldan                                      | Frederik Tao, Burhan G        | 4:34   |
| 5.  | "Live Ur Life" (featuring Majid)        | Genc, Boloum, Winding, Schjoldan                                   | Burhan G                      | 3:54   |
| 6.  | "This Is Our World"                     | Pratt, Schjoldan, Winding, Alstrup                                 | Frederik Tao, Louis Winding   | 3:11   |
| 7.  | "Thank U" (featuring Majid)             | Brown, Winding, Schjoldan, Genc, Boloum                            | Louis Winding, Frederik Tao   | 3:34   |
| 8.  | "Home"                                  | Daniel Klein, Johannes Jørgensen                                   | Obi & Josh                    | 4:19   |
| 9.  | "Bittersweet" (featuring Charlie Brown) | Genc, Brown, Schjoldan                                             | Frederik Tao, Burhan G        | 4:54   |
| 10. | "A Song for Her"                        | Brown, Schjoldan, Genc, Alstrup                                    | Frederik Tao                  | 4:18   |
| 11. | "Fly Away"                              | Genc, Brown, Schjoldan                                             | Frederik Tao, Fridolin Nordsø | 3:15   |